# Helicopsis conopsis
Helicopsis conopsis é uma espécie de gastrópode  da família Hygromiidae.
É endémica de Marrocos.